# Salisbury Falls
Die Salisbury Falls sind ein Wasserfall im Gebiet der Ortschaft Bainham im Tasman District auf der Südinsel Neuseelands. Er liegt im Lauf des Salisbury Creek an dessen Mündung in den Aorere River. Seine Fallhöhe beträgt rund 4 Meter.
Die Quartz Range Road zweigt 23 km südlich von Collingwood von der Aorere Valley Road nach Süden ab. Hinter der Brücke über den Aorere River befindet sich ein Parkplatz, von dem aus ein Wanderweg in rund 5 Minuten zum Wasserfall führt, der eine beliebte Badestelle ist.